# Wokalup
Wokalup is een plaats in de regio South West in West-Australië. Het ligt langs de South Western Highway, 145 kilometer ten zuiden van Perth, 44 kilometer ten noordoosten van Bunbury en 5 kilometer ten zuidwesten van Harvey. In 2021 telde Wokalup 255 inwoners tegenover 449 in 2006.

## Geschiedenis
Ten tijde van de Europese kolonisatie leefden de Pindjarup Nyungah Aborigines in de streek. De echte naam van de stam is verloren gegaan en de leden zijn uitgestorven. Hun leider in die tijd heette Banyowla.
De streek werd gekoloniseerd vanuit Australind. Tegen de jaren 1890 stond ze bekend om haar boomgaarden. In 1893 werd de spoorweg tussen Perth en Bunbury geopend. Daaraan werden later aftakkingen toegevoegd om de houtproductie, het fruit, de groeten en het vee naar de steden te vervoeren.
Eind jaren 1890 werd een nevenspoor aangelegd waaraan zich een privaat dorpje ontwikkelde dat Wokalup werd genoemd. Pas in 1963, op vraag van het lokale bestuursgebied Shire of Harvey, werd het dorp officieel gesticht. In 1909 werd het Wokalup Hotel gebouwd. De arbeiders van de nabijgelegen Mornington Mill en Wokalup Timber Yard waren de vaste stamgasten. In 1921 werd er door de toenmalige West-Australische gouverneur, Francis Newdegate, een bibliotheek geopend als herdenkingsmonument aan de Eerste Wereldoorlog.

## 21e eeuw
Wokalup maakt deel uit van het landbouwdistrict Shire of Harvey. Het 'Harvey Agricultural College' is er gevestigd.
Het hotel kreeg in 2017 nieuwe eigenaars. De nieuwe eigenaars hebben plannen om er een bierbrouwerij met een biertuin van te maken en hebben daarvoor een subsidie van de 'Regional Economic Development Fund' ontvangen.

## Transport
Wokalup ligt aan langs de South Western Highway, de weg die Perth met Bunbury verbindt.

## Klimaat
Wokalup kent een warm mediterraan klimaat, Csa volgens de klimaatclassificatie van Köppen. De gemiddelde jaarlijkse temperatuur bedraagt 16,7 °C en de gemiddelde jaarlijkse neerslag ligt rond 895 mm.